# Jack Harris
Jack Harris (Shoreditch, 3 ottobre 1951) è un cantante inglese noto per il suo lavoro con la band britannica di progressive rock The Alan Parsons Project.

## Biografia
Jack Harris nacque a Shoreditch, Hackney, Londra. Ha dato la voce a brani come Day After Day (The Show Must Go On) dell'album I Robot (1977), e il falsetto su Pyramania dall'album nominato al premio Grammy Pyramid (1978). Capace di cantare con registri sia alti che bassi, Harris cantò anche nell'album di debutto Tales of Mystery and Imagination (1976), incluso il brano con la voce baritonale accanto a  John Miles nel singolo di debutto (The System of) Dr. Tarr and Professor Fether, così come voce corale dietro Arthur Brown in The Tell-Tale Heart.
Precedentemente fu sotto contratto come solista con la Decca Records. Regolare collaborazione con Ian Bairnson, nel singolo Sail Away, pubblicato nel 1975, fu prodotto da Alan Parsons e suonato dai membri dei Pilot. Successivamente apparve nel brano dei Pilot Ten Feet Tall dall'album Two's A Crowd (1977). Lo stesso anno alla fine venne ripubblicato Sail Away.
È primo cugino del calciatore Ron "Chopper" Harris.